# Баур, Гоффредо
Гоффредо Баур (итал. Goffredo Baur) — итальянский лыжник, призёр чемпионата мира. 
На чемпионате мира 1939 года в Закопане в команде вместе с Аристидом Компаньони, Северино Компаньони и Альберто Жаммароном завоевал бронзовую медаль в эстафетной гонке. Других значимых достижений на международной арене не имеет, в Олимпийских играх никогда не участвовал.